# 2014 في كولومبيا
فيما يلي قوائم الأحداث التي وقعت خلال عام 2014 في كولومبيا.

## أحداث
- 25 مايو – الانتخابات الرئاسية الكولومبية 2014

## سياسة

### تعيين في المنصب
- 20 يوليو – ألبارو أوريبي بيليث عضو مجلس الشيوخ في كولومبيا.

## رياضة
- 17 أغسطس – طواف كولومبيا 2014 الفائزون فرناندو كامارغو، Boyacá Raza de Campeones [الإنجليزية]‏، Aldemar Reyes [الإنجليزية]‏، مارفن انقاريتا، أوسكار سبييا ريبيرا، Walter Pedraza [الإنجليزية]‏، الكسيس كاماتشو.

## موسيقى

### أغاني
من الأغاني التي صدرت هذه السنة في كولومبيا:
- 13 يناير – كانت ريميمبر تو فورغيت يو من غناء شاكيرا.

## وفيات

### أبريل
- 17 أبريل – غابرييل غارثيا ماركيث (مواليد 1927) كاتب كولومبي.[1]